# تپه چشمه شیرین
تپه چشمه شیرین مربوط به دوره اشکانی ـ دوره ساسانی است و در شهرستان دره‌شهر، بخش بدره، دهستان هندمینی، روستای چشمه شیرین واقع شده است. این اثر در تاریخ ۳۰ دی ۱۳۸۵ با شمارهٔ ثبت ۱۶۹۳۵ به عنوان یکی از آثار ملی ایران به ثبت رسیده است.